# 小泉又次郎
小泉 又次郎（こいずみ またじろう、1865年6月10日〈慶応元年5月17日〉 - 1951年〈昭和26年〉9月24日）は、日本の政治家。第87-89代内閣総理大臣小泉純一郎の祖父。横須賀市長、逓信大臣、衆議院副議長などを歴任した。大衆政治家で、入れ墨があったことから「いれずみ大臣」「いれずみの又さん」などの異名をとった。神奈川県平民。

## 経歴

### 生い立ち
1865年6月10日（慶応元年5月17日）、武蔵国久良岐郡六浦荘寺分村大道（現・神奈川県横浜市金沢区大道2丁目）にとび職人の父・由兵衛、母・徳の次男として生まれた。
由兵衛はのちに横須賀に移って、海軍に労働者を送り込む軍港随一の請負師になった。『小泉又次郎伝』によると、“気っ風と腕っ節、根性がものをいう商売”、“意地と我慢の商売”といわれる家業で、又次郎はその血を引き、そのような家風で育った。河瀬蘇北によれば「幼にして神童の誉れはなくて餓鬼大将の称あり。学問もした事がなく、柔道撃剣の心得また覚束ないが、どう云うものか喧嘩が早くて腕ッ節が強い。」という。
ただし、又次郎の少年時代は詳細な記録もなく不明な点も多い。

### 書生時代
14歳で横須賀学校（横須賀小学校の前身）を卒業した。
又次郎は鳶の仕事を継ぐのを嫌がり、無断で海軍士官予備学校の旧制攻玉社中学校に入るが、父に連れ戻される。故郷に戻り母校の代用教員となるが、またしても家族に内緒で家を飛び出した。
今度は陸軍士官予備学校に無断で入る。上京中に板垣退助の演説を聴いて普選論者になった。

### とび職人・請負師として
兄が急死したため、父に連れ戻され「今日限り魂を入れ替えて家業を継げ」と厳命される。その際、こんどこそ軍人を諦めとび職人になることを決意した証に、全身に入れ墨を彫った。彫り師凡天太郎によると「とくに港町ともなれば素性もわからないような流れ者がゴロゴロ集まった。そんな彼らの上に立つには、刺青を彫るような人物ではないと現場を仕切れなかったろう」という。
又次郎はあちこちの仕事場をまわり、職人に指図をした。そのうち周囲からは“親分（おやぶん）”と呼ばれた。

### 記者として
憲法発布の年、1889年（明治22年）、東京横浜毎日新聞の記者になる。30歳のころに芸者だった綾部直子と結婚した。

### 政治家として
壮士の群に入りピストルを懐にしては暴れ回り、三浦政界を馳駆する。
1887年（明治20年）、立憲改進党に入党する。当時、神奈川県内では自由党に比べて改進党の党員は少なかった。又次郎はここで島田三郎と出会い、その影響を受け師事していった。
ただ当時又次郎は、特に改進党へのこだわりはなくシンパというわけでもなく、たまたま父由兵衛と親しかった戸井嘉作の誘いを受けての入党だった。
1907年（明治40年）横須賀市会議員に当選、後に議長をつとめた。神奈川県会議員を経て、1908年（明治41年）衆議院議員選挙に立候補して初当選以降、連続当選12回、通算38年間の代議士生活を過ごす。政治家として本領を発揮した又次郎は｢野人の又さん｣としてその名を轟（とどろ）かせるようになっていく。
第二次護憲運動では憲政会幹事長として活躍。1924年（大正13年）に衆議院副議長に選出される。
1928年（昭和3年） - 1929年（昭和4年）と、1937年（昭和12年） - 1938年（昭和13年）には、立憲民政党幹事長をつとめる。
1929年（昭和4年）から濱口内閣と第2次若槻内閣で逓信大臣をつとめ「いれずみ大臣」の異名をとる。
又次郎自身ははじめ入閣するとは思っておらず、「野人に名誉は要らん。おれは大臣などにはならん。今度の内閣は、よほどうまくやってくれんと困る。だから、おれは大久保彦左衛門になって、悪いことでもあったら、すぐねじこんでやる。もう年寄りだから、いくら憎まれても、いいからな」などと新聞記者たちにたんかを切っていた。
だが、濱口雄幸の説得により入閣を受諾。「どうも仕様がなくて、大臣にされてしまった。野人の歴史をけがして残念だが、山王台のように、どなってばかりもいられねえからな」と述べた。
当時の新聞は派手に又次郎のことを取り上げ、おもしろおかしく書いている。又次郎を書く時は、愛情に似た茶化しが記者たちの間からにじみ出てしまったという。
1942年（昭和17年）に翼賛政治会代議士会長に就任。1944年（昭和19年）から翌年まで小磯内閣の内閣顧問を務めた。1945年（昭和20年）12月19日には貴族院議員に勅選され、1946年（昭和21年）に公職追放されるまで務めた。

### 最期
1951年（昭和26年）9月24日に死去。86歳没。愛妾の寿々英に看取られながら亡くなったという。戒名は民政院殿任誉普徳大居士。墓所は横浜市金沢区の宝樹院。

## 人物像

### 抗争事件
又次郎が立憲改進党に入党する直前の背景について岩崎徂堂は少々エンターテインメントの味付けを加えて書き残している。
「又次郎が二十歳の頃、横須賀に「目兼」という博徒の大親分がいた。会津小鉄（あいづのこてつ）の兄弟分を自称する｢関東の大親分」で、自由党に入っていることを笠に着た男だった。この目兼と子分、そして無頼漢の水兵たちが肩で風を切って横須賀の町を練り歩き、とにかく横暴を極めた。夜の街を徘徊（はいかい）してはケンカを売り、飲み代をせしめたのである。
やりたい放題の悪党ぶりに腹を立てたのが、鳶職の親方、又次郎だった。｢よし、俺がひとつ懲らしめてやる｣そう決意した又次郎は、目兼に対抗する勢力を築こうとする。彼は子分を養うだけのカネをためるため、大事な書物や筆を売り払った。本を手放すのは辛かったが、｢世の中は理屈じゃねえ。善人栄えて悪人滅びるようにするのは正義の力だ｣と、これまた妙な理屈で勉強道具を処分して対抗勢力をつくったのである。
又次郎一派は夜の街を牛耳る目兼たちのもとへ何度も飛び込んでいった。短刀やピストルの銃弾が飛び交うなか、果敢に又次郎は仕込み杖（つえ）で戦った。ピストルにどうやって対抗したのかはわからないが、たび重なる出入りで勝利を収めたのは又次郎たちだった。彼の命を顧みない戦いのおかげで、町には平和が訪れた。かくして横須賀における又次郎人気が高まったのだという…。」
「漫画のような話でそのまま受け止めるわけにはいかないが、こうしたエピソードをつくりたくなるほど人々にとって又次郎とは面白い存在だったのだろう」と、評伝の著者は述べている。

### 政治家として
又次郎は、普通選挙推進運動の闘士だった。1920年（大正9年）2月22日、民衆を大規模に集めることで、普選運動を高まらせようと又次郎ら普通選挙を推進する国会議員らが仕掛けた“普選運動集会”は歴史に残る大デモンストレーションとなった。デモや集会のたびに警官が刀を抜くなど、参加者を威嚇することに又次郎は我慢がならなかった。これまでも普選運動の集会では多数の検挙者を出している。
しかし、弾圧の対象になっていると知りながらも、多くの人々がこの日、芝公園に集まった。会場の各所に笛、太鼓、クラリネットの楽団が配置され、演奏を始めた。デカンショ節だった。どこからともなく聞こえる歌声をいつの間にか民衆が口ずさんでいる。歌声は大合唱に変わった。
♪労働神聖と口では誉（ほ）めて ヨイヨイ
オラに選挙権ナゼ呉（く）れぬ ヨオイ ヨオイ
デモクラシー
雪雀啼（な）いても天まで届く ヨイ ヨイ
オラに選挙権ナゼ呉（く）れぬ ヨオイ ヨオイ
デモクラシー
石炭掘りゃこそ機械が動く ヨイ ヨイ
オラに選挙権ナゼ呉（く）れぬ ヨオイ ヨオイ
デモクラシー
何処の海でも東風吹きゃ匂（にお）ふ ヨイ ヨイ
オラに選挙権ナゼ呉（く）れぬ ヨオイ ヨオイ
デモクラシー
軍隊叩いて進水させた ヨイ ヨイ
オラに選挙権ナゼ呉（く）れぬ ヨオイ ヨオイ
デモクラシー
稲が誰が刈る 田は誰が耕す ヨイ ヨイ
オラに選挙権ナゼ呉（く）れぬ ヨオイ ヨオイ
デモクラシー
万機公論と宣（のたま）ふじゃないか ヨイ ヨイ
オラに選挙権ナゼ呉（く）れぬ ヨオイ ヨオイ
デモクラシー
親の脛（すね）噛（か）む藪（やぶ）蚊に呉れて ヨイ ヨイ
オラに選挙権ナゼ呉（く）れぬ ヨオイ ヨオイ
デモクラシー
血潮流して聯隊（れんたい）旗を染めた ヨイ ヨイ
オラに選挙権ナゼ呉（く）れぬ ヨオイ ヨオイ
デモクラシー
（『小泉又次郎伝』より）
3日後、衆議院で普選法案は否決された。本会議で「普選運動は社会組織を脅威する」と徹底非難を受け、議会は解散した。芝公園のデモを仕掛けた又次郎は選挙期間中さまざまな妨害にあった。「危険な社会主義者」「過激思想の持ち主の扇動政治家」「社会組織を脅威する危険分子」等、又次郎を誹謗中傷する宣伝がなされた。
ある支持者が、政府から“扇動政治家”と批判される又次郎を心配して「又さんよ、普選運動なんか熱心にやったって、得にはならんよ。あんたの選挙にも不利になる。」と諭した。黙って耳を傾ける又次郎だったが彼は国会で貴族院が公言した「貧乏人に選挙権を与えるのは国家に反逆するに等しい」という考え方に猛烈に反発心を抱いていた。のちに又次郎はこう述懐している。「特権の牙城（がじょう）から民衆を睥睨（へいげい）していた特権階級を正義、平等の一線まで引き下ろす。それとともに虐げられた下層階級の地位を正義、平等まで引き上げる。両者の均衡と握手の間に幸福なる社会、健全なる国家を建設しようというところに希望の焦点がある｣（『普選運動秘史』）。
大臣に任命され、皇居に赴いた際には、その風貌から誰も大臣とは思わず、一緒に参内した安達謙蔵の従者と間違われたという。
「代議士武勇列伝」
1922年（大正11年）2月17日付の『中外日報』に「代議士武勇列伝」と題するコラム記事が出ている。
「武勇列伝とは余り酷だ、我々だって武を標榜して選良になった訳じゃない、文に依って生きんとして選良になったと云うのに…とは昨日の衆議院の二階廊下で中島鵩六さんがあの大きな太鼓腹を突き出しての仰せであった。で、次は野党側へと眼鏡を向けよう…まあず野党の議席を見渡して何時も金仏様のように黙然と控え、然も一朝事あるときは何事かを引起さん面構えをしているのに吉田磯吉親分がある。磯吉親分は、人も知る炭鉱太郎として九州に大縄張りを持ち、今幡随院の名さえある人だけに、勇に於いては、他に匹敵する人はあるまいと云うから、未来の選良になろうとする者の好典型だろう。・・・・・続いては、臨時議会の時、国勢院総裁小川平さんを速記台下で殴り飛ばそうとして、一大波瀾を捲起した三浦郡の大親分小泉又次郎さんで、一肌脱げば倶利伽羅紋々の凄い人である。・・・」
親分議員が吉田磯吉一人ではなく、与野党に数多くいたことがこのコラム記事から理解できる。この時代の政界には、「暴をもって暴を制す」理論が公然とまかり通っていたわけで、まさに政治家たるものは「腕前がなければならぬ」のであった。・・・。

### 人柄・性格など
家は清貧だった。
日露戦争後のポーツマス条約に反対して、日比谷焼き討ち事件では大暴れした。

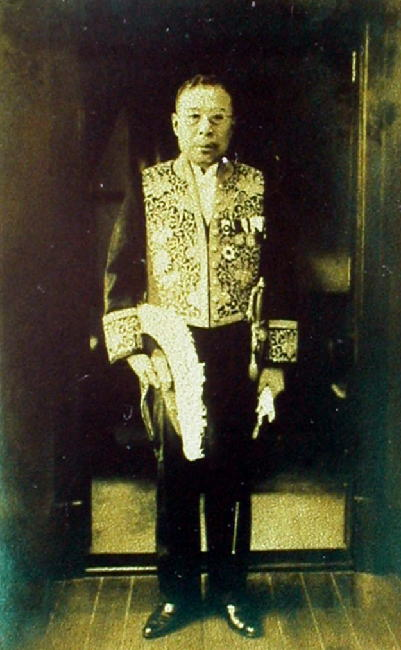
大礼服姿の小泉又次郎
（宝樹院所蔵）

大臣就任の際に大礼服を持たぬ又次郎は、知人から借用してその場をしのいだ。この話が新聞記者たちを喜ばせ、地元支持者たちにも伝わることとなったので、横須賀の人々がついに募金運動を始め、集まった金で“おらが野人先生”に大礼服を仕立ててあげた。こうしたエピソードが庶民派を印象づけ、又次郎の人気を広めたという。
純一郎は若い頃、ある記者から「おじいさんから政治の薫陶（くんとう）は受けましたか」と尋ねられ、「いや花札しか教わらなかった」と答えている。「ほかには」と問われると、平然として「歌舞音曲だ」と言った。この記者によれば、歌舞音曲好きの血は、小泉家全員に流れているという。「小泉家では一月の二日か三日に、全員で歌舞伎座に行くのが恒例となってます。これは、地元の横須賀事務所をまかせられている末弟の正也が、歌舞伎座の正月公演で三味線を弾いているからです。もちろん舞台の上のプロの芸ではなく、幕の裏で囃子（はやし）をつける素人の旦那芸です。何やかにやで百万円はかかるそうです。又次郎が任侠肌の人だったせいなのか、小泉家にはそんな玄人（くろうと）好みの血が流れているんです」。

## 略年譜
- 1865年（慶応元年）

6月10日（5月17日 (旧暦)） - 武蔵国久良岐郡六浦荘寺分村大道（現在の神奈川県横浜市金沢区大道2丁目）に生まれる。
- 1878年（明治11年）

- 横須賀学校（横須賀小学校の前身）を卒業。家出をして上京、海軍士官予備学校に入る。
- 1879年（明治12年）

- 横須賀学校（横須賀小学校の前身）の代用教員になる。
- 1880年（明治13年）

- 再び上京、陸軍士官予備学校に入る。
- 1887年（明治20年）

- 立憲改進党に入党。
- 1889年（明治22年）

- 東京横浜毎日新聞に入社。
- 1898年（明治31年）

- 日刊「公正新聞」創刊。
- 1903年（明治36年）

- 神奈川県議会選挙で当選。
- 1905年（明治38年）

- 日比谷焼き討ち事件に参加。
- 1907年（明治40年）

- 横須賀市議会選挙で当選。神奈川県議会選挙でも当選。
- 1908年（明治41年）

- 衆議院選挙で当選（猶興会）。
- 1910年（明治43年）

- 横須賀市議会選挙で当選。
- 1912年（明治45年）

- 衆議院選挙で当選（立憲国民党）。
- 1915年（大正4年）

- 衆議院選挙で当選（立憲同志会）。
- 1917年（大正6年）

- 衆議院選挙で当選（憲政会）。
- 1919年（大正8年）

- 普通選挙獲得運動を起こし、大衆運動のリーダーとなる。
- 1920年（大正9年）

- 衆議院選挙で当選（憲政会）。
- 1924年（大正13年）

- 衆議院選挙で当選（憲政会）。衆議院副議長に就任。
- 1928年（昭和3年）

- 立憲民政党幹事長に就任（～昭和4年）。衆議院選挙で当選。
- 1929年（昭和4年）

- 逓信大臣に就任。
- 1930年（昭和5年）

- 衆議院選挙で当選（立憲民政党）。
- 1932年（昭和7年）

- 衆議院選挙で当選（立憲民政党）。
- 1934年（昭和9年）

- 横須賀市長に就任。
- 1937年（昭和12年）

- 立憲民政党幹事長に再度就任（～昭和13年）。
- 1944年（昭和19年）

- 小磯内閣の顧問となる。
- 1951年（昭和26年）

9月24日 - 死去。

## 栄典
- 1929年（昭和4年）8月1日 - 勲二等瑞宝章[39]
- 1930年（昭和5年）12月5日 - 帝都復興記念章[40]
- 1938年（昭和13年）2月11日 - 金杯一個[41]
- 1940年（昭和15年）8月15日 - 紀元二千六百年祝典記念章[42]
- 1951年（昭和26年）9月24日 - 勲一等瑞宝章

外国勲章佩用允許
- 1930年（昭和5年）4月2日 - ドイツ国：赤十字第一等名誉章[43]

## 家族・親族

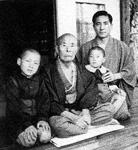
又次郎と家族　左から
・純一郎（孫）
・又次郎
・正也（孫）
・純也（婿）

### 小泉家
（神奈川県久良岐郡六浦荘村（現：横浜市金沢区）、横須賀市）
- 父・由兵衛[44]（神奈川県平民[44]、とび職人、請負師）
- 母・徳[44]（神奈川県平民、岡崎文五郎二女[44]）
- 弟・岩吉（神奈川県多額納税者[45]、土木建築請負業[45]）

1867年（慶応3年10月）に生まれた。1894年（明治27年）分家して一家を創立す。土木建築請負業を営み県下の多額納税者に列し直接国税二千七百十八圓を納む。小泉家の苦しい家計を支えたのは、又次郎が家業を譲った弟の岩吉だった。兄・又次郎同様、背中にみごとな入れ墨を入れた岩吉は、又次郎の度重なる無心にもいやな顔ひとつ見せず、必要な金を必ず用立てたという。
* 同養子・岩吉（春山知安の二男、前名勇、神奈川県多額納税者、土木建築業）
1899年（明治32年）6月生 - 没
先代岩吉の養子となり1934年（昭和9年）家督を相続し前名：勇を改め襲名す。土木建築業を営み神奈川県多額納税者にして直接国税千三百二十一圓を納む。
* 養子岩吉妻・たきゑ（神奈川県、斎藤由太郎の四女）
- 弟・金三[45]

1880年（明治13年）12月生 - 没
* 同妻・しま（千葉県、庄司恒治の姉）
- 妻・ナオ[44]（神奈川県平民、綾部幸吉の二女[44]、元芸者）

1865年（慶応元年4月）生 - 没
- 妾・石川 ハツ、寿々英（すずえ）など

正妻ナオとの間に子がなかったので、石川ハツが芳江（小泉純一郎元首相の母）を産んだ。石川ハツはその後、山口忠蔵という男と結婚し、3人の子を産んだ。千葉県市川市郊外の介護つき有料老人ホームにいる石川ハツの末娘（1920年（大正9年））生まれ、芳江の異父妹）によると、
｢ハツは富山県の滑川出身です。ハツの兄が家業の造り酒屋を嫌い、横須賀に出て仕出し屋を開き、鳶の又次郎さんのところに出入りするようになったのが、母が又次郎さんのところに奉公するきっかけでした。その伯父が、誰かいい小間使いはいないかね、と又次郎さんから尋ねられて紹介したんだそうです。 。
又次郎さんの背中に入れ墨があったのは、母から聞いて知っています。風呂で背中を流すのは母だけの仕事だったそうです。母はよく、又次郎さんはとても恰幅のいい人だったと言ってました。又次郎さんはとてもいい人だったというのも、母の口癖でした。若松町の又次郎さんの家には、十七歳で死んだ私の姉もよく行って、いつも又次郎さんに抱かれて帰ってきたそうです。父の背中にも入れ墨がありました。私は十歳まで父と一緒にお風呂に入っていたのでよく憶えています。児雷也の彫りものでした」という
その後、石川ハツが結婚した山口忠蔵はおみこしなどを造る宮大工だった。山口忠蔵にも入れ墨があった。佐野眞一によると「山口忠蔵は、仕事の性質や入れ墨を彫っていたことなどから考えて又次郎の配下の者、もしくは弟分だったと思われる。だとすると、又次郎はハツに一人娘の芳江を産ませたのち、遠慮も何もいらない立場の山口忠蔵にハツを“お下げ渡し”したのではないか。又次郎と山口はいわば“入れ墨兄弟”の関係ではなかったか?」という
- 養子・コウ（鈴木徳三郎の四女[2]） 、ちよ（鈴木亮一の姉[2]）[52]など
- 娘・芳江（生母は石川ハツ）

1931年（昭和6年）娘の芳江と純也が駆け落ちしたとき、又次郎は『帰って来い』と、新聞の尋ね人欄に広告までだしている。純也と芳江の結婚について、又次郎の養女だった近藤壽子は｢本当に大変だったんです。なにしろ駆け落ち同然の結婚でしたからね。芳江さんはハンサム好みで、ハンサムな男性を見るとイチコロなんです。又次郎さんはもっと立派なところから婿を欲しいと思っていたんでしょう、すごく反対して怒ってました。｣と述べている
- 婿・純也（鮫島彌三左衛門・トメの息子、芳江の夫）
- 孫・道子、隆子、信子、純一郎、正也。
- 元孫嫁・佳代子（泰道照山の孫、純一郎の元妻、実業家）

1978年に純一郎とお見合い結婚し、孝太郎と進次郎を産んだ後、1982年に三男の宮本佳長を授かってる最中に離婚した。離婚後は、産まれてきた佳長の親権をとり、三井不動産のグループ会社の経営コンサルタントになった。
- 曽孫・孝太郎（俳優）、進次郎、宮本 佳長（三井不動産レジデンシャル市場開発部勤務）。
- 曽孫嫁・滝川 クリステル（日本名は雅美、進次郎の妻、フリーアナウンサー）

## 著書
- 『普選運動秘史』

## 小泉又次郎を演じた俳優
- 佐野浅夫：NHK長時間ドラマ『男子の本懐』（1981年・城山三郎原作）